# Gaston Ferdière
Pour les articles homonymes, voir Ferdière.
Gaston Ferdière (1907-1990) est un poète et médecin français, proche des surréalistes.

## Biographie
En 1935, il publia la première monographie de Jehan-Rictus à critiquer la légende misérabiliste que le poète s'était forgée. En août 1935, il part avec Théodore Fraenkel pour livrer aux républicains espagnols notamment le vaccin antitétanique de l'institut Pasteur et améliorer leur service de santé.
Médecin, chef du service de psychiatrie de l'asile de Rodez où a été interné Antonin Artaud de 1943 à 1946, Gaston Ferdière a souvent été critiqué. À commencer par Artaud qui écrit de lui : « Le Dr Ferdière m’a imposé 50 fois en 3 ans les affres de l’électrochoc afin de me faire perdre la mémoire de mon moi qu’il trouvait beaucoup trop conscient. »
Ferdière répond : « Il (Artaud) m'accuse d’être un barbare, un bourreau… Tout médecin qui est passé dans un hôpital psychiatrique a été l’objet de cette réclamation là, cent fois, mille fois. [...] J’appartiens à un corps de métier qui est toujours attaqué. Si un malade se suicide, c’est de notre faute. Si nous le libérons trop tôt et que le surlendemain il tue quelqu’un, c’est de notre faute. »
Il a aussi eu pour amis Hans Bellmer, et Unica Zürn qui fut sa patiente.
Il est inhumé au cimetière d'Héricy (Seine-et-Marne).

## Publications
- Jehan-Rictus, son œuvre, Éditions de la Nouvelle Revue critique, 1935.
- L'Érotomanie, illusion délirante d'être aimé, Paris, G. Doin, 1937.
- Conduite du traitement de l'état de mal épileptique, Préface de Jean Lhermitte, Paris, G. Doin, 1942.
- Rapport d'assistance psychiatrique. L'Assistance post-hospitalière, Paris, Masson, 1948.

Poésie
- L'Herbier (quatrains et rondeaux), La Chaumière, 1926.
- La Chanson fruste, nouveaux quatrains, Saint-Étienne, impr. P. Lacroix, 1927.
- Ma sébile (stances sur divers modes), Lyon, impr. de M. Audin, 1931.
- Paix sur la terre..., Poèmes pour les théâtres prolétariens d'action contre la guerre, Paris, les Humbles, 1936.
- Ma mère Jézabel, quelques poèmes dont un scénario et un dessin, Paris, Éditions En marge, 1938.
- Le Grand matin, poèmes, Rodez, Comités nationaux des intellectuels, 1945.

Mémoires
- Les Mauvaises fréquentations : mémoires d'un psychiatre, J.-C. Simoën, Paris, 1978.

Correspondances
- Antonin Artaud, Nouveaux écrits de Rodez : lettres au docteur Ferdière, 1943-1946, et autres textes inédits, suivis de six lettres à Marie Dubuc, 1935-1937, Gallimard, 1977.
- Hans Bellmer, Unica Zürn, Lettres au docteur Ferdière, Paris, Séguier, 1994.
- Laurent Danchin, Jean-Claude Fosse et André Roumieux (éd.) :
  - Artaud et l'asile, 1 Au-delà des murs, la mémoire, Séguier, 1996.
  - Artaud et l'asile, 2 Le cabinet du docteur Ferdière, Séguier, 1996.